# Treasury management
Il Treasury management (in italiano: Gestione del tesoreria) consiste nella gestione di un'impresa con l'ultimo obiettivo della gestione della liquidità dell'impresa e mitigando il suo rischio operazionale, finanziario e reputazionale.
Il Treasury Management comprende attività di raccolta, erogazione, concentrazione, investimento e finanziamento.
La maggior parte delle banche hanno interi dipartimenti votati alla gestione della liquidità in tal senso e al supporto dei loro clienti che hanno bisogno in quest'area.
Il Treasury Management intende favorire una maggiore professionalità e competenza nel governo dei processi di tesoreria, approfondendo le specificità tecniche (attività, strumenti, processi) in una visione globale aziendale e con uno sguardo alle frontiere dell’innovazione (a livello tecnologico, normativo, contabile, finanziario) in tale ambito.
Le tesorerie bancarie possono avere i seguenti dipartimenti:
- Entrate fisse o mercato monetario che comprano e vendono titoli fruttiferi
- Scambio con l'estero che compra e vende valute
- Mercati di capitali o Equity che trattano il mercato azionario